# 蚌埠公交104路
蚌埠公交104路是中国安徽省蚌埠市的一条公交线路，由机电技师学院开往沿淮路，由蚌埠市公共交通集团有限公司运营、管理。目前该线路全部车辆均为安凯HFF6140G06CE5型14米三轴天然气空调车。

## 历史

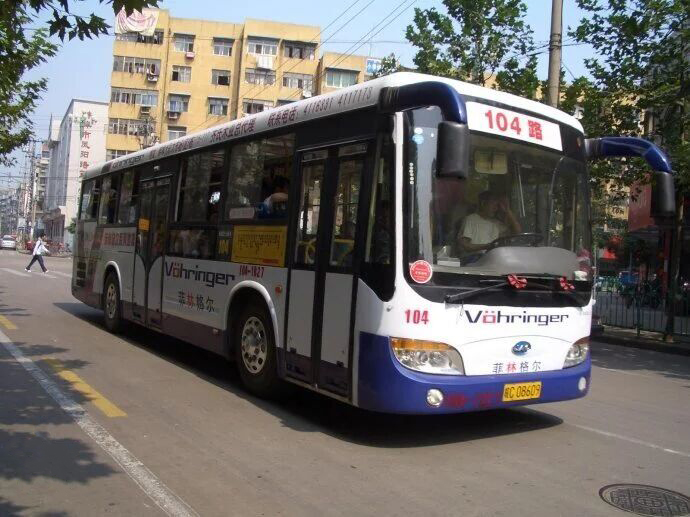
蚌埠公交104路最初使用的江淮HFC6100G型
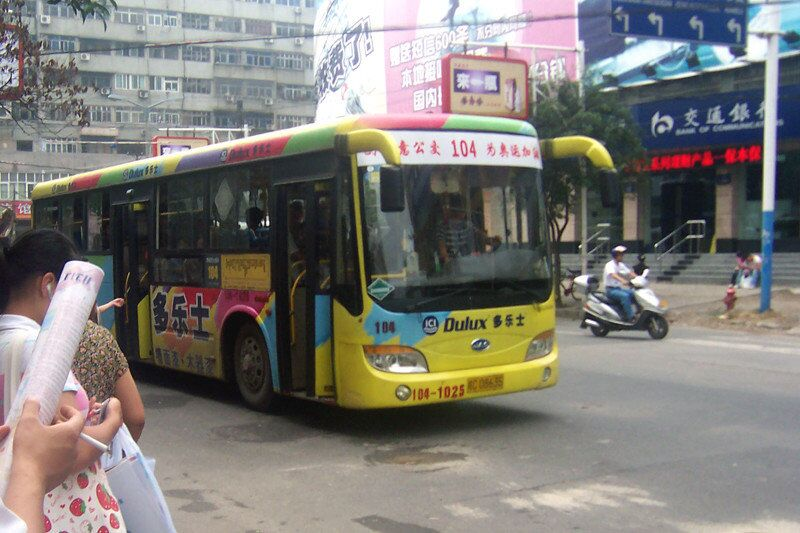
蚌埠公交104路在北京奥运时期贴有公益广告
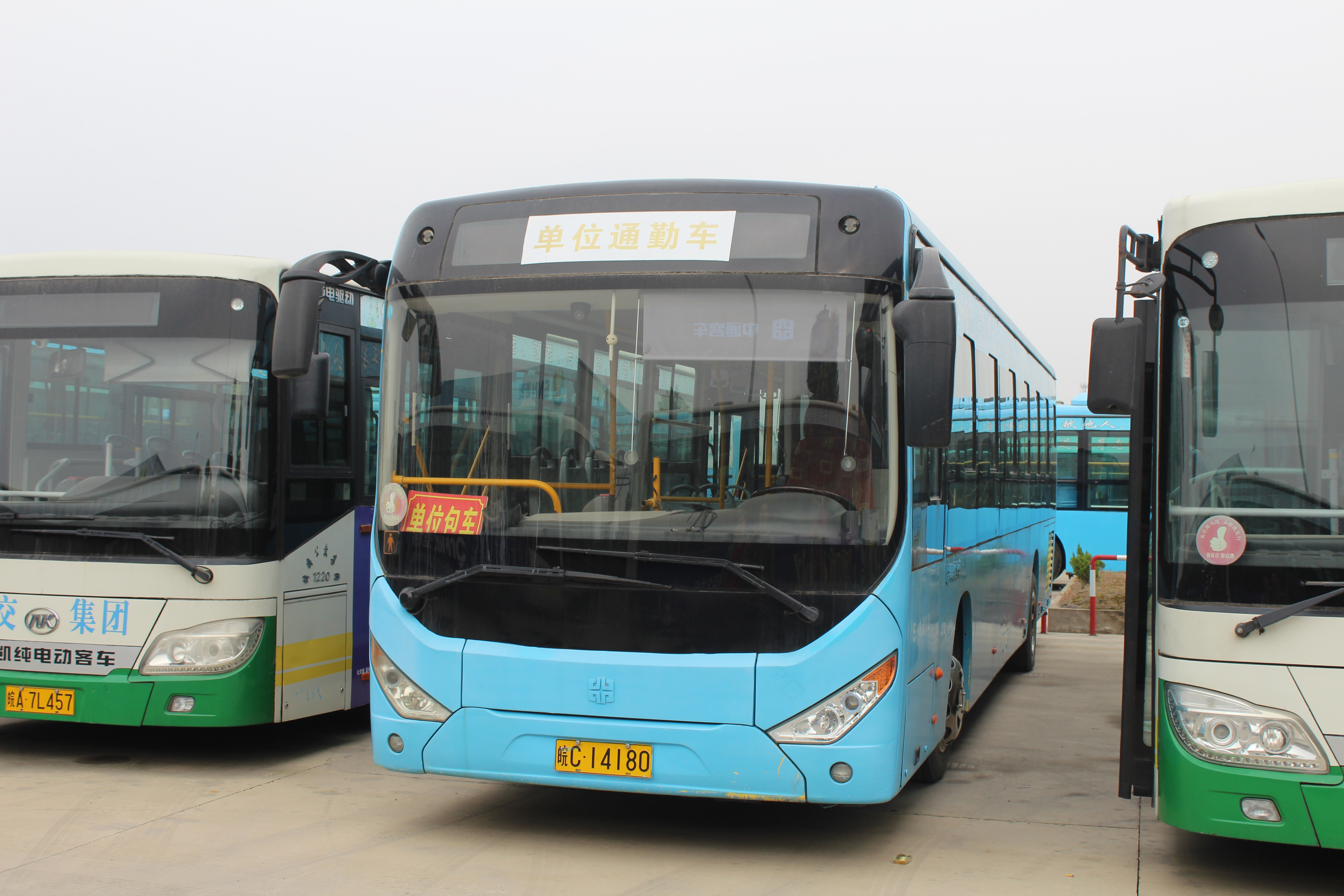
蚌埠公交104路被收购前使用的中通天然气空调车(已由黄色被刷成蓝色)
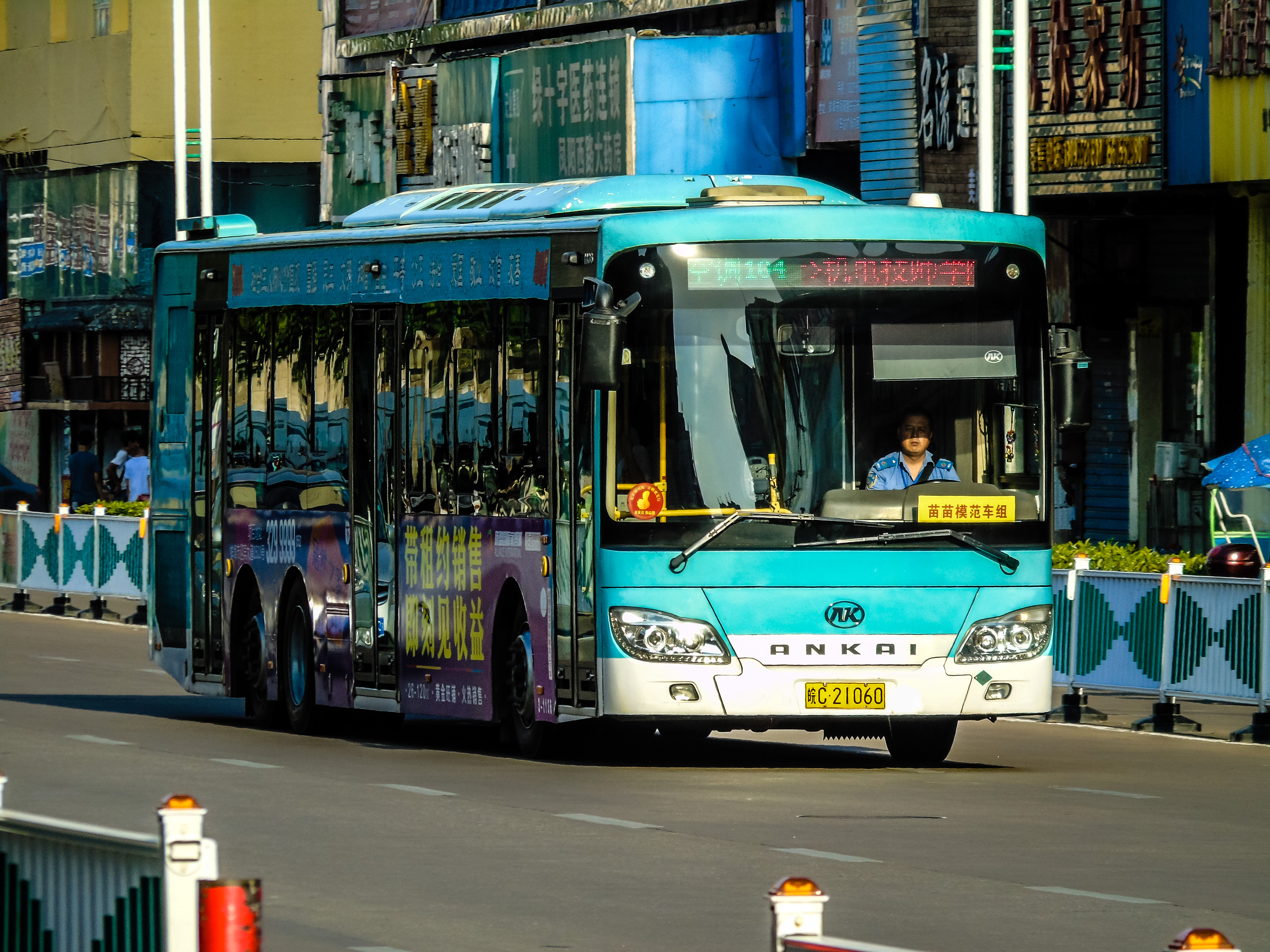
蚌埠公交104路后期使用的安凯14米天然气空调车
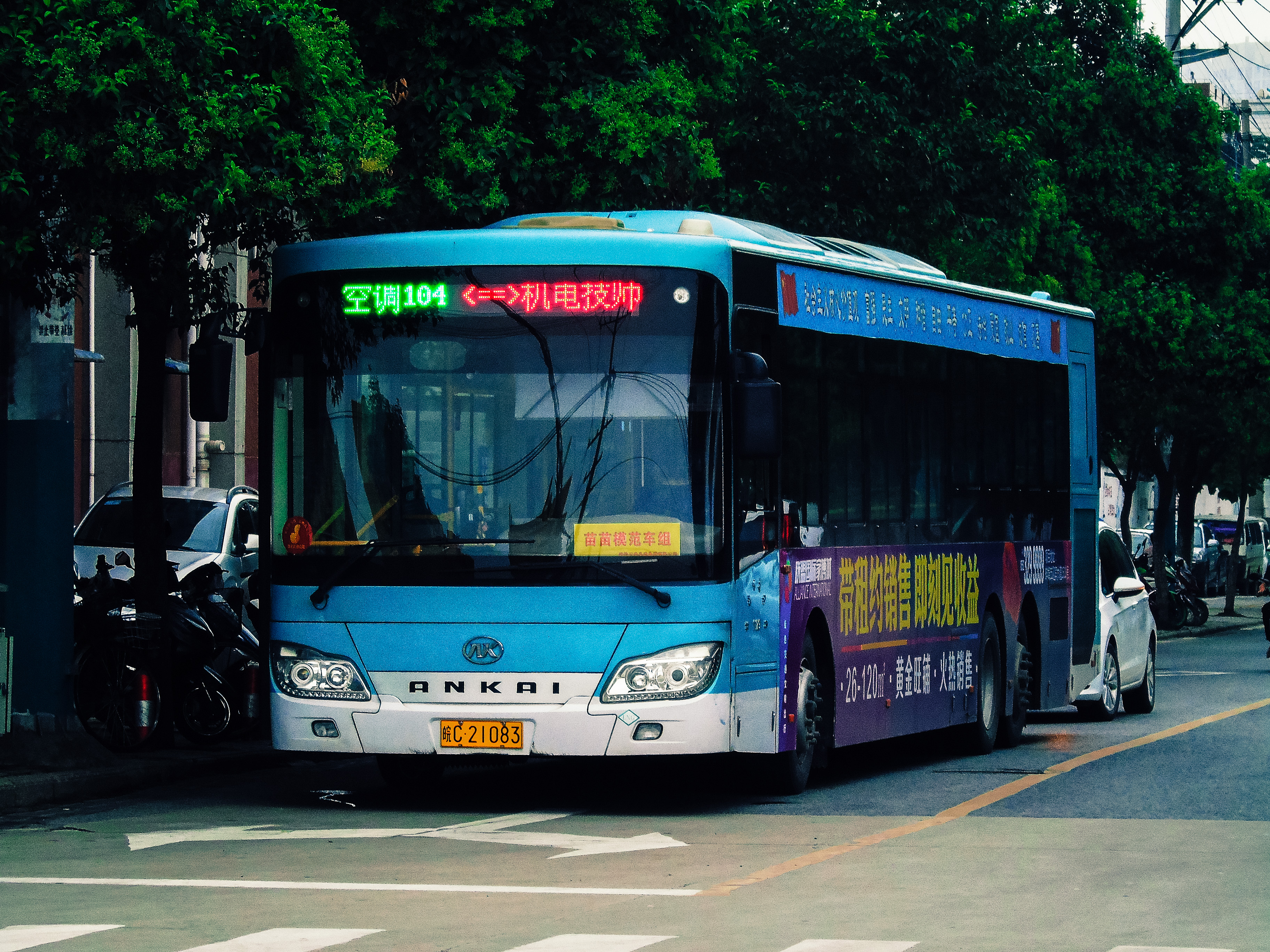
蚌埠公交104路后期使用的安凯14米天然气空调车

- 1970年代，蚌埠公交公司开通了4路公交，是现104路的前身。
- 2005年，蚌埠市珠城巴士股份有限公司注册成立，当天蚌埠公交公司将104路、106路、109路三条公交线路的经营权转让给蚌埠市珠城巴士股份有限公司，蚌埠市珠城巴士股份有限公司为这三条线路购置了近百台新车，其中104路、106路使用江淮HFC6100G型柴油客车，109路使用星凯龙（安凯客车）HFX6101GK09型柴油客车。[2][3][4]
- 2014年，蚌埠市珠城巴士股份有限公司购置中通天然气空调车投入104路。[5][6]
- 2015年，蚌埠市珠城巴士股份有限公司被蚌埠市公共交通集团有限公司全资收购，原有柴油车辆全部报废，取而代之的是中通、宇通天然气客车。[7][8][9]
- 2016年10月1日，蚌埠公交集团10条公交线路恢复冬季运营时间，其中包括104路。[10]

## 站点

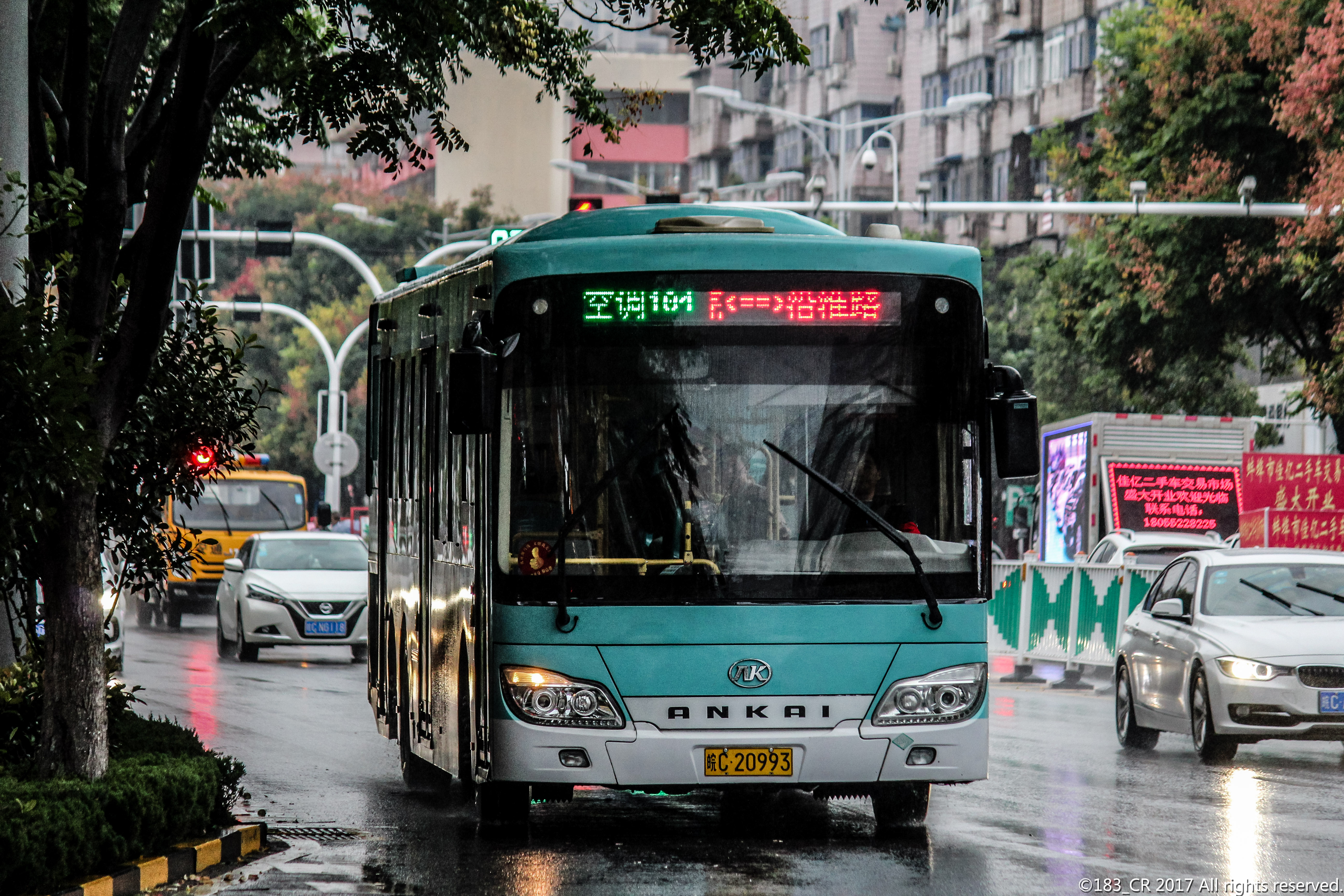
蚌埠公交104路进入朝阳路·红旗一路站

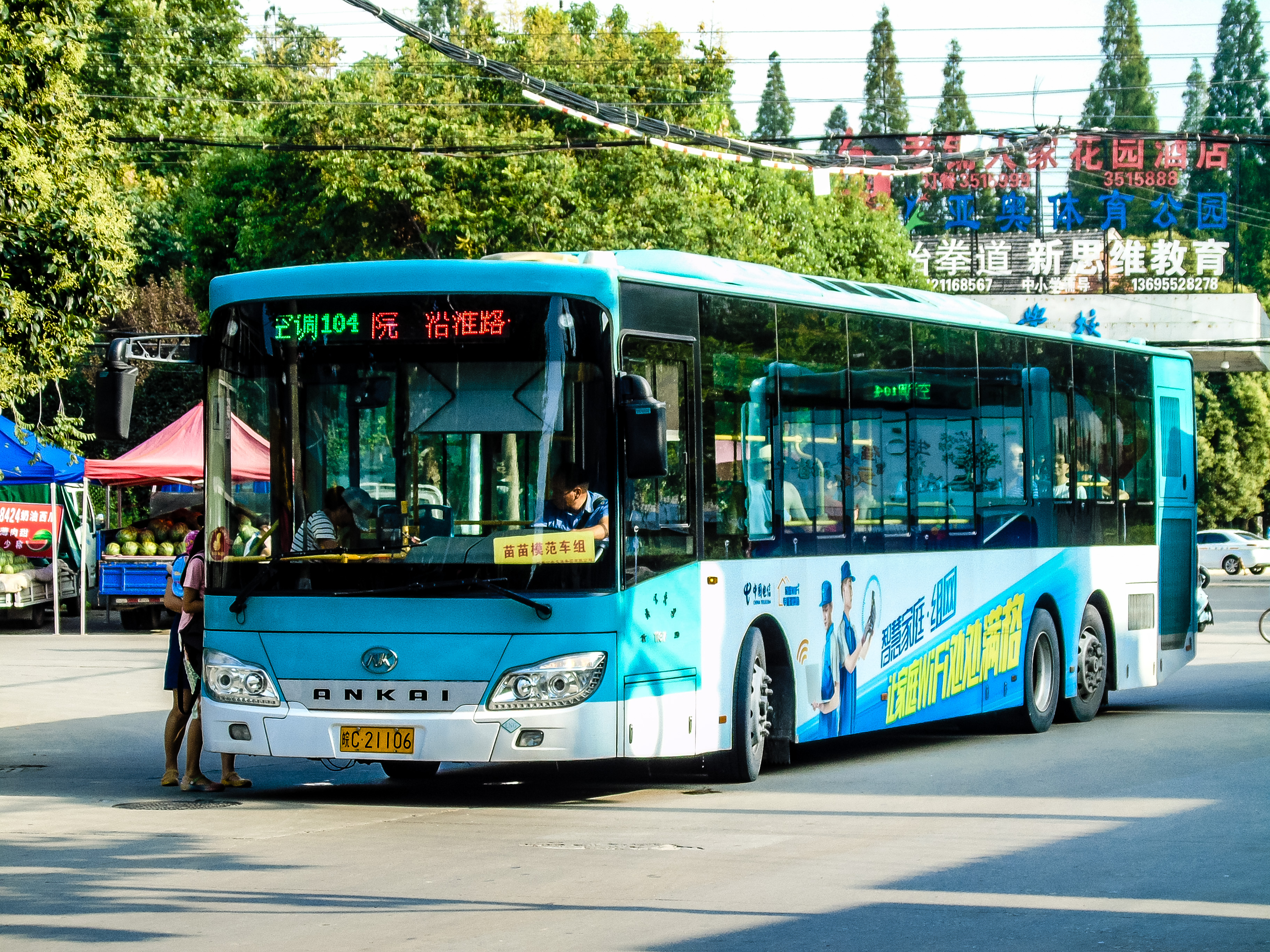
蚌埠公交104路停靠在张公山新村站

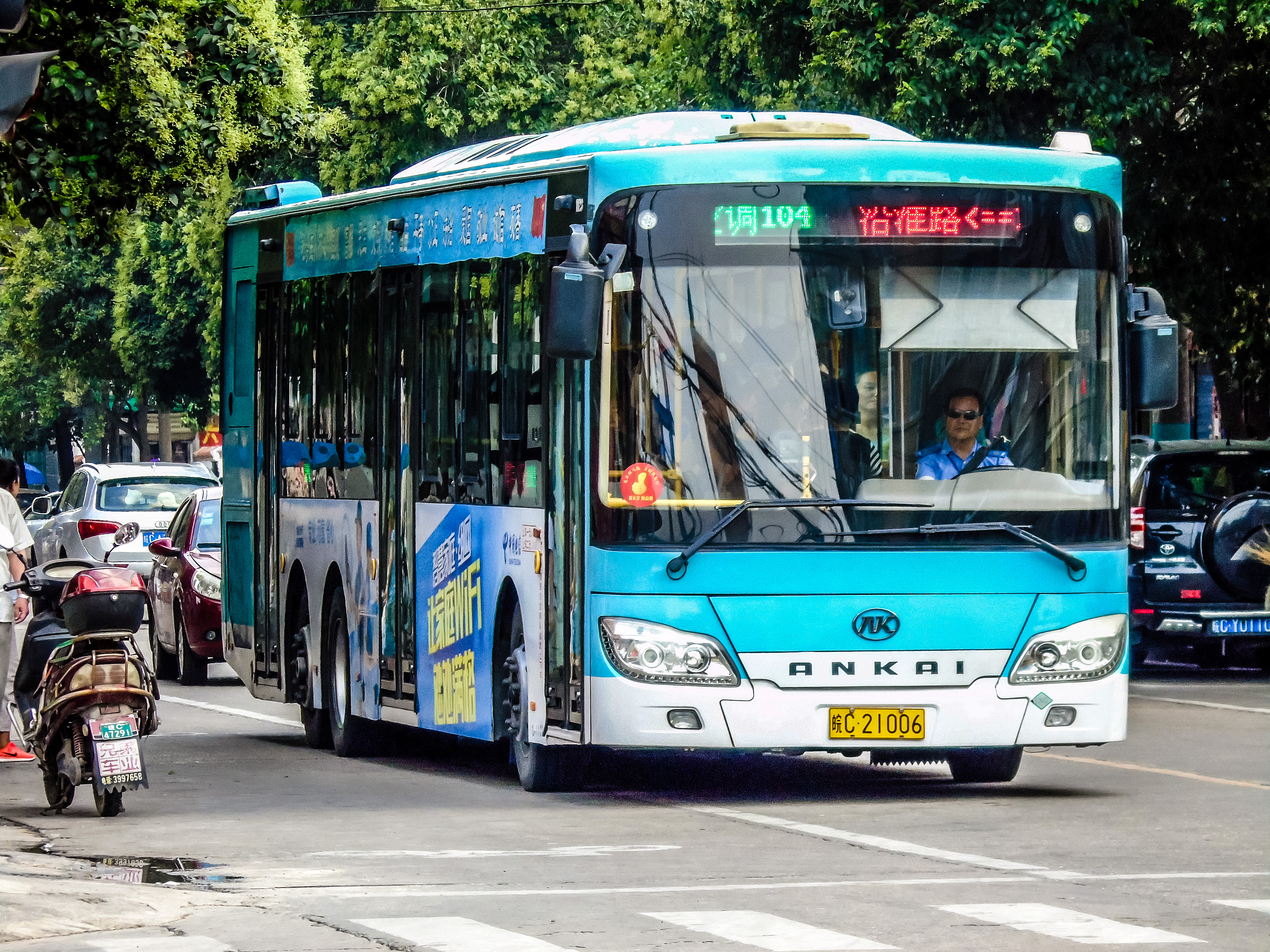
蚌埠公交104路行驶在张公山集市中

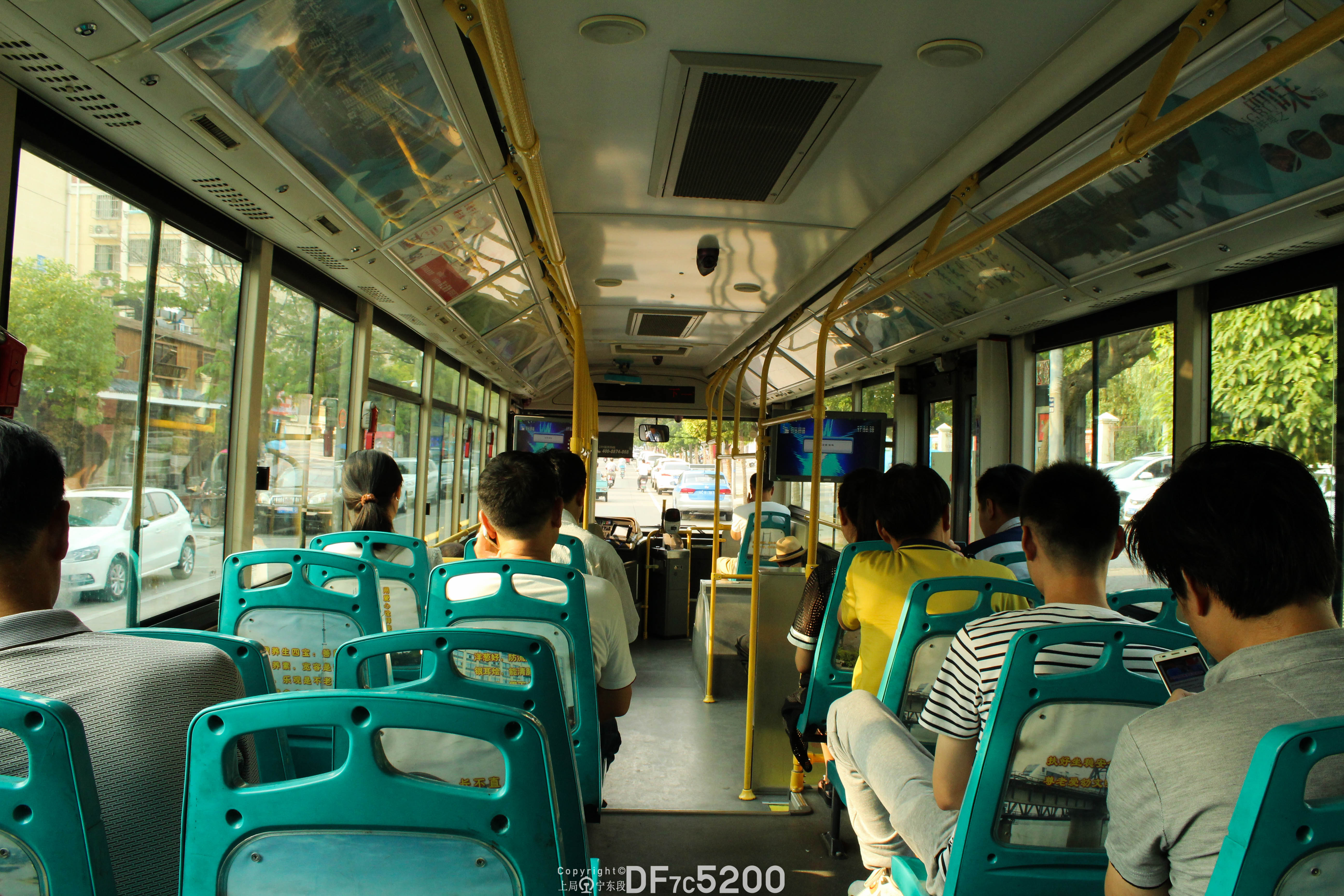
蚌埠公交104路三轴客车内饰

### 途经站
- 往沿淮路 ： 机电技师学院 - 省一轻校 - 高新区管委会 - 兴华路·华光大道 - 高科花园 - 东海大道·电子41所 - 东海路南 - 山南新村 - 山水华庭西门 - 东海大道·张公山路 - 张公山八村 - 第四人民医院 - 张公山新村 - 张公山二村 - 吴湾路·涂山路 - 金域名城 - 禹会区政府·显臣中医骨科 - 第一人民医院门诊部 - 朝阳路第一小学 - 朝阳路·红旗一路 - 四中 - 淮河路·纬二路 - 三职高 - 太平街 - 妇幼保健院 - 百货大楼 - 第二人民医院 - 国强路·火车站 - 交通路·火车站 - 交通路·光明街 - 地方海事局 - 沿淮路·解放一路 - 市骨伤科医院 - 解放二路·治淮路 - 沿淮路
- 往机电技师学院 ： 沿淮路 - 解放二路·治淮路 - 市骨伤科医院 - 沿淮路·解放一路 - 地方海事局 - 交通路·光明街 - 交通路·火车站 - 国强路·火车站 - 第二人民医院 - 百货大楼 - 妇幼保健院 - 太平街 - 三职高 - 淮河路·纬二路 - 四中 - 朝阳路·红旗一路 - 朝阳路第一小学 - 第一人民医院门诊部 - 禹会区政府·显臣中医骨科 - 金域名城 - 吴湾路·涂山路 - 张公山二村 - 张公山新村 - 第四人民医院 - 张公山八村 - 东海大道·张公山路 - 山水华庭西门 - 山南新村 - 东海路南 - 东海大道·电子41所 - 高科花园 - 兴华路·华光大道 - 高新区管委会 - 省一轻校 - 机电技师学院[11]

### 换乘站
以下内容均统计自：蚌埠市公共交通集团有限公司营运线路一览表
- 机电技师学院 ： 103路 106路 111路 113路 114路
- 省一轻校 ： 103路
- 高新区管委会 ： 103路 中科电力专线
- 高科花园 ： 138路 106路 122路 中科电力专线
- 东海大道·电子41所 ： 138路 123路
- 东海路南 ： 120路
- 山南新村 ： 120路
- 东海大道·张公山路 ： 138路 120路 133路
- 张公山八村 ： 209路
- 第四人民医院 ： 111路 122路 209路
- 张公山新村 ： 111路 116路 122路 133路 139路 156路 中科电力专线
- 张公山二村 ： 116路
- 吴湾路·涂山路 ： 116路
- 金域名城 ： 102路 121路 150路
- 禹会区政府·显臣中医骨科 ： 102路 111路 120路 121路 150路
- 第一人民医院门诊部 ： 101路 102路 120路 110路 111路 119路 微1路 302路
- 朝阳路第一小学 ： 120路 110路 111路 119路 121路 135路 150路
- 朝阳路·红旗一路 ： 103路 119路 135路 136路 环线1路
- 四中 ： 101路 103路 119路 126路 135路 136路 环线1路
- 淮河路·纬二路 ： 105路 110路 112路 125路 128路 136路 119路 135路 301路 201路
- 百货大楼 ： 102路 103路 110路 112路 128路 环线1路 301路 202路 204路
- 妇幼保健院 ： 102路 105路 128路 301路
- 第二人民医院 ： 101路 103路 107路 109路 110路 111路 112路 115路 118路 128路 微3路 301路 302路 204路 206路 207路 208路
- 国强路·火车站 ： 101路 103路 107路 109路 110路 111路 112路 115路 118路 128路 微3路 301路 302路 204路 206路 207路 208路
- 交通路·火车站 ： 107路 109路 115路 202路
- 交通路·光明街 ： 107路 109路 115路 202路
- 地方海事局 ： 107路 115路
- 市骨伤科医院 ： 109路 110路 111路 112路 204路

## 票价
- 未持卡乘客普通车投币1元，空调车投币2元。
- 持普通电子钱包卡普通车0.9元/次，空调车1.8元/次。
- 持学生月票卡普通车0.18元/次，成人卡0.36元/次，空调车加1元。
- 持老人卡、拥军卡、爱心卡的乘客免费乘车。[12]

## 资料来源
1. ↑  .   [2017-08-13]. （原始内容存档于2017-08-02）.
2. ↑  .   [2017-08-13]. （原始内容存档于2017-08-07）.
3. ↑  .   [2017-08-13]. （原始内容存档于2020-10-31）.
4. ↑  .   [2017-08-13]. （原始内容存档于2019-07-24）.
5. ↑  .   [2017-08-13]. （原始内容存档于2019-07-24）.
6. ↑  .   [2017-08-13]. （原始内容存档于2017-08-06）.
7. ↑  .   [2017-08-13]. （原始内容存档于2019-07-23）.
8. ↑  .   [2017-08-13]. （原始内容存档于2017-07-31）.
9. ↑  .   [2017-08-13]. （原始内容存档于2019-07-24）.
10. ↑  .   [2017-08-13]. （原始内容存档于2016-12-02）.
11. ↑  .   [2017-08-13]. （原始内容存档于2017-07-08）.
12. ↑  .   [2017-08-13]. （原始内容存档于2018-03-09）.